# Кыбантывис
Кыбантывис (Кабан-Тывис) — река в России, протекает по Республике Коми. Левый приток Айювы. Длина реки составляет 31 км. Вытекает из озера Кыбанты.

## Данные водного реестра
По данным государственного водного реестра России относится к Двинско-Печорскому бассейновому округу, водохозяйственный участок реки — Печора от впадения реки Уса до водомерного поста Усть-Цильма, речной подбассейн реки — бассейны притоков Печоры ниже впадения Усы. Речной бассейн реки — Печора.
Код объекта в государственном водном реестре — 03050300112103000076264.